# Norbert Fries
Norbert Fries (* 4. Mai 1950 in Kerpen) ist ein deutscher Germanist und Hochschullehrer.

## Leben
Norbert Fries absolvierte ab 1965 zunächst eine Lehre und Tätigkeit als Chemielaborant. Nach seiner Reifeprüfung 1972 am Abendgymnasium in Krefeld studierte er bis 1981 Germanistik, Philosophie, Geschichte und Orientalistik sowie Theaterwissenschaft an der Universität Köln. 1977 legte er dort das ersten Staatsexamen für den höheren Schuldienst ab und promovierte 1981 bei der Sprachwissenschaftlerin Marga Reis.
Von 1977 bis 1981 war er wissenschaftliche Hilfskraft bzw. Hochschulassistent an der Universität zu Köln, 1981 bis 1985 DAAD-Lektor an der Universität Thessaloniki und von 1985 bis 1989 wissenschaftlicher Assistent bei Marga Reis an der Universität Tübingen, wo er sich 1987 habilitierte. Von 1989 bis 1993 war er Professor an der Universität Göttingen. Von 1993 bis 2015 hatte er den Lehrstuhl für Syntax am Institut für deutsche Sprache und Linguistik der Humboldt-Universität zu Berlin inne. Seit 2015 ist er Professor im Ruhestand.
Im Jahr 2014 erschien eine Festschrift zu seinem 64. Geburtstag.

## Schriften
- Sprache und Emotionen. Ausführungen zum besseren Verständnis. Anregungen zum Nachdenken (= Mensch und Wissen, Bd. 35). BLT, Bergisch Gladbach 2000, ISBN 3-404-93035-5.
- Präpositionen und Präpositionalphrasen im Deutschen und im Neugriechischen (= Linguistische Arbeiten, Bd. 208). Niemeyer, Tübingen 1988, ISBN 3-484-30208-9 (= Habilitationsschrift Tübingen 1987).
- Syntaktische und semantische Studien zum frei verwendeten Infinitiv und zu verwandten Erscheinungen (= Studien zur deutschen Grammatik, Bd. 21). Narr, Tübingen 1983, ISBN 3-87808-821-3 (= Dissertation Universität Köln).
- Ambiguität und Vagheit. Einführung und kommentierte Bibliographie (= Linguistische Arbeiten, Bd. 84).  Niemeyer, Tübingen 1980, ISBN 3-484-10376-0.